# Aisha Franz

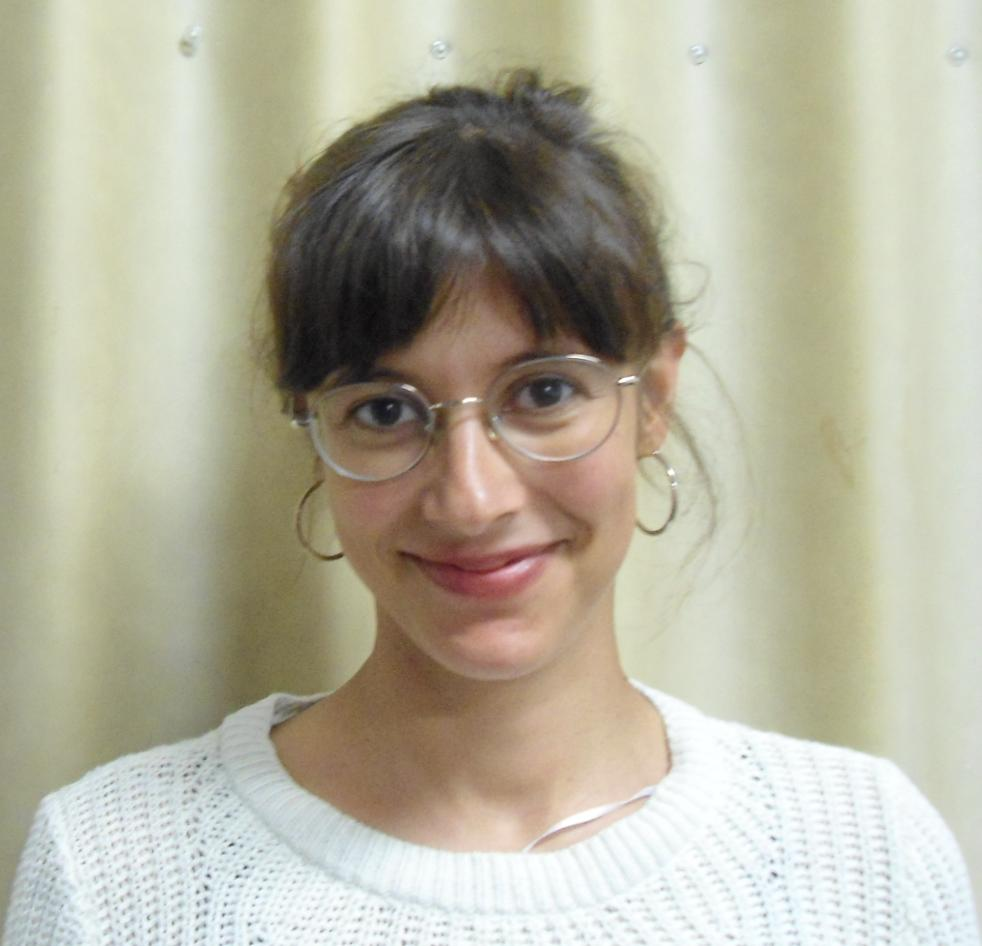
Aisha Franz (2016)

Aisha Franz (* 1984 in Fürth) ist eine deutsche Comiczeichnerin und Illustratorin. Ihre Werke wurden ins Französische, Italienische und Spanische übersetzt und 2022 wurde sie mit dem Max-und-Moritz-Preis ausgezeichnet.

## Werdegang und Werk
Aisha Franz ist die Tochter eines Chilenen und einer Kolumbianerin und wuchs in der Nähe von Regensburg und Kassel auf. Von 2004 bis 2010 studierte sie Visuelle Kommunikation an der Kunsthochschule Kassel bei Hendrik Dorgathen mit Schwerpunkt Comic und Illustration. In dieser Zeit veröffentlichte sie Comics und Illustrationen bei Rotopolpress sowie in den Anthologien KU(Ŝ), Orang, Kuti Kuti und Strapazin. Ihr erstes Buch Alien stellt ihre Abschlussarbeit dar und erschien 2011 bei Reprodukt, wo auch ihre weiteren Werke erscheinen sollten. Die Geschichte erzählt von einer alleinerziehenden Mutter und ihren zwei Töchtern und deren Gefühlen der Einsamkeit und Verzweiflung. 2012 wurde sie mit dem Sondermann-Preis für die beste Newcomerin geehrt.
Bei der von 2021 bis 2022 laufenden Wanderausstellung Vorbilder*innen. Feminismus in Comic und Illustration des Internationalen Comic-Salons Erlangen mit insgesamt 30 Künstlerinnen war Franz vertreten. In ihrem 2022 erschienenen Buch Work-Life-Balance schildert sie das Schicksal dreier junger Menschen – Künstlerin, Start-up-Angestellte sowie ITler und Pizzabote –, die an der modernen Arbeitswelt scheitern und alle drei bei der gleichen, sonderbaren Psychologin in Behandlung geraten. Das Buch wurde noch im gleichen Jahr mit dem Max-und-Moritz-Preis als bester deutschsprachiger Comic ausgezeichnet. Gelobt werden die satirisch überzeichneten Klischees, rasante Erzählweise und dynamische Zeichnungen mit vielen schrägen Details. Im SWR wird das Buch als „komischer und scharfsinniger Comic“ besprochen.
Von 2014 bis 2018 war sie Lehrkraft für besondere Aufgaben an der Kunsthochschule Kassel für den Schwerpunkt Illustration und Comic. Seit 2016 kuratiert sie gemeinsam mit der Verlegerin Johanna Maierski die jährliche Comic-Anthologie Colorama Clubhouse. Aisha Franz lebt und arbeitet in Berlin.

## Veröffentlichungen
- Die kluge Gretel: nach einem Märchen der Brüder Grimm. Rotopolpress, Kassel 2007, ISBN 978-3-940304-06-3.
- Projekt No 1138. Rotopolpress, Kassel 2008, DNB 990539083.
- Alien. Reprodukt, Berlin 2011, ISBN 978-3-941099-70-8.
- Orang 9 – Atlas. Comicanthologie unter anderem mit einem Beitrag von Aisha Franz. Reprodukt, Berlin 2011, ISBN 978-3-941099-78-4.
- Brigitte und der Perlenhort. Reprodukt, Berlin 2012, ISBN 978-3-943143-13-3.
- Orang X – Heavy Metal. Comicanthologie unter anderem mit einem Beitrag von Aisha Franz. Reprodukt, Berlin 2013, ISBN 978-3-943143-48-5.
- Shit is Real. Reprodukt, Berlin 2016, ISBN 978-3-95640-063-6.
- Polle 1. Comicanthologie unter anderem mit einem Beitrag von Aisha Franz. Reprodukt, Berlin 2018.
- Polle 2. Comicanthologie unter anderem mit einem Beitrag von Aisha Franz. Reprodukt, Berlin 2019.
- Work-Life-Balance. Reprodukt, Berlin 2022, ISBN 978-3-95640-308-8.